# MTB Granfondo
MTB Granfondo è un programma televisivo trasmesso sul canale televisivo Nuvolari e BIKE CHANNEL. Nasce nel 2002 su idea di Carlo Rosa ed Alberto Gusella di Alcamedia Videoproduzioni, la casa di produzione veneta specializzata in creazione di format per la televisione.
Viene trasmesso settimanalmente da Marzo ad Ottobre e segue gli eventi di mountain bike: granfondo - marathon, cross country, downhill e four-cross. Dalla sua nascita e fino al 2006 il format è programmato su Sportitalia diventando un appuntamento immancabile per gli appassionati del ciclismo fuoristrada di tutta Italia. Contemporaneamente è programmato anche su un network di emittenti regionali tra le quali Antenna Tre, Telecentro, TV Centro Marche, Tv Qui, Videostar, Super TV. Su Antennatre MTB Granfondo ha raggiunto punte molto alte di ascolti auditel. raggiungendo anche 100.000 contatti. Dal 2013 e fino al 2017 è stato programmato sull'emittente nazionale Nuvolari canale 61 del digitale terrestre ogni venerdi alle 22.30 da Marzo a Settembre. Dall'estate 2017 è anche programmato in regionale (Triveneto) su Telenordest ogni martedi e venerdi alle 13.15.   
Dal 2020 MTB Granfondo è in onda su BIKE CHANNEL canale 259 (sky 222) con la seguente programmazione: 
PRIMA TV: Mercoledi ore 22.00 –  PRINCIPALI REPLICHE: Giovedi ore 16.00, Venerdi ore 09.30, Sabato ore 20.30.   
La trasmissione è molto seguita in streaming sul sito www.mtbgranfondo.it
Il programma è composto dalle sintesi di uno o più eventi di mountainbike (marathon, cross country, downhill, Bike Trial).
TUTTE LE EMITTENTI: https://www.mtbgranfondo.it/in-tv